# Atta laevigata
Kiến mông to hay còn gọi là bachaco (Danh pháp khoa học: Atta laevigata (Smith, 1858) là một loài kiến trong họ Formicidae được tìm thấy từ Venezuela cho đến miền Nam Paraguay gọi là hormiga culona. Kiến mông to có nhiều ở colombia với hình dạng khá đặc biệt, chúng có vẻ ngoài màu đen hoặc màu nâu và to như một con gián, kiến mông to có những cú cắn đáng sợ, một vết cắn của kiến mông to có thể khiến đau đớn hàng giờ và chảy máu.

## Ẩm thực
Chúng là đặc sản nổi tiếng tại Colombia. Ở Colombia, việc săn kiến mông to được coi là một nghề chính thức và mang lại nguồn thu nhập đáng kể cho những người dân nơi đây. Món kiến mông to là món đặc sản hấp dẫn, được sử dụng phổ biến ở đất nước Colombia. Món ăn này là một thực phẩm bổ dưỡng, với hương vị độc đáo, giống như đậu phộng, bì lợn chiên giòn và trứng cá tầm.
Đây cũng là một món ăn tương đối đắt đỏ, đặc biệt là vào những dịp loài kiến này khan hiếm, giá có thể đội lên đến 40 đô la cho kHỏang 50g. Thông thường, kiến mông to thường được người Colombia ngâm trong nước muối và nướng lên, ăn ngay khi chúng còn nóng giòn, kiến mông to còn được người Colombia sử dụng trong rất nhiều món ăn khác nhau như: pizza, mì pasta, sốt của các món ăn. 